# Mambéré-Kadéï

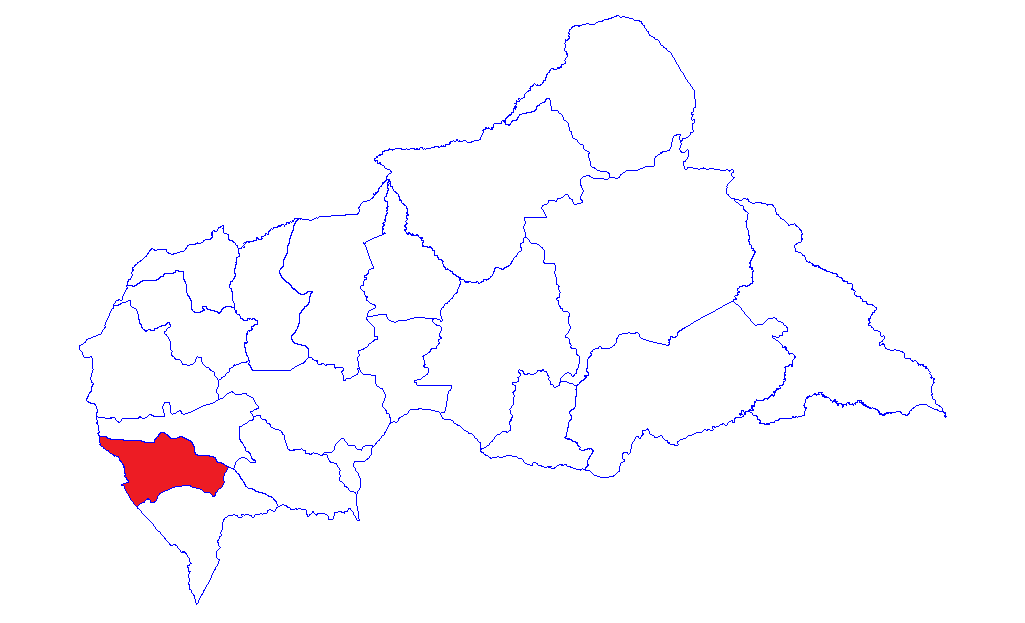
Localização de Mambéré-Kadéï

Mambéré-Kadéï é uma das 20 prefeituras da República Centro-Africana, tendo Berbérati como capital. A região abrange uma área de 13 740 km² e, de acordo com estimativas oficiais, sua população era de 281 286 habitantes em 2024. Na época do último censo oficial do país, em 2003, a população contava com 364 795 habitantes em uma área de 30 203 km². São dados anteriores a dezembro de 2020, quando uma parte do território foi desmembrada para a criação da prefeitura de Mambéré.
O nome da prefeitura deriva dos rios Mambéré e Kadéï.